# Marcellus
Marcellus (Marcel) a fost un uzurpator în partea estică a Imperiului Roman în anul 366, în timpul împăratului Valens. El a fost înfrânt de împărat în același an în care s-a revoltat.